# Amici Naturae

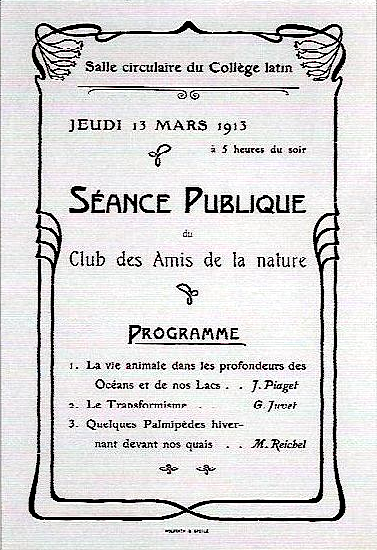
Invitation à une séance publique du Club des Amis de la nature le jeudi 13 mars 1913 avec Jean Piaget, Gustave Juvet et M. Reichel.

La société Amici Naturae (d’abord « Société des jeunes Amis de la Nature » et « Club des Amis de la Nature ») est une société suisse d'étudiants à Neuchâtel fondée en 1893 à l'instigation de Pierre Bovet et Albert Loosli, et dissoute en 2017.

## Historique

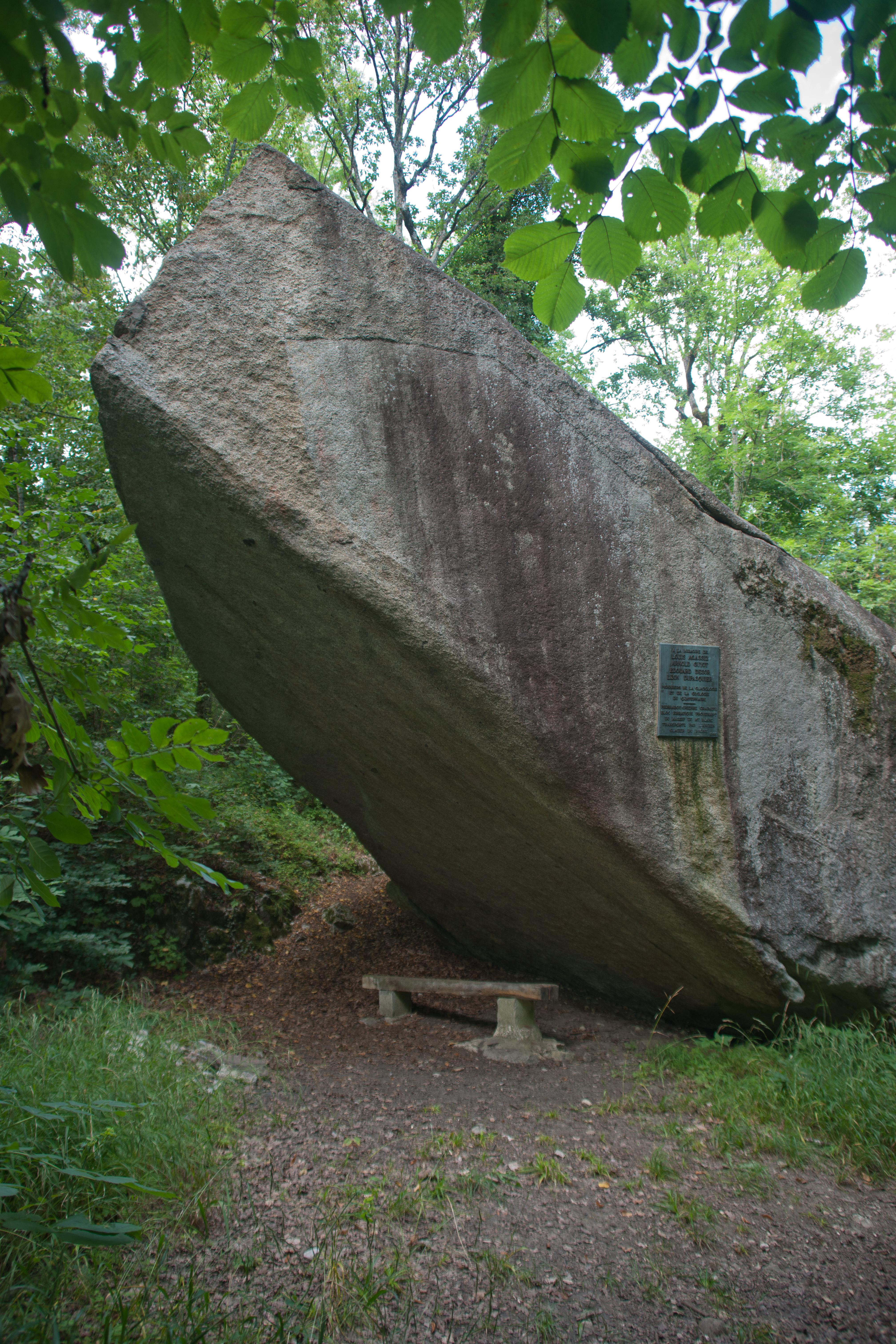
Pierre-à-Bot.

Les deux fondateurs ont 15 ans en 1893. Ils veulent réunir des élèves des écoles secondaires qui partagent leurs observations et étudient ensemble. Une décision a été prise le 14 mai 1893 de créer un club « qui s’occuperait de sciences naturelles dans le but de s’instruire mutuellement dans les branches de la botanique, la zoologie, etc… ». La première séance a lieu à Pierre-à-Bot le 28 septembre 1893 (en forêt sur la commune de Neuchâtel), avec Bovet, Georges Brandt, Georges Dumont et Georges de Salis.
À la différence des sociétés d'étudiants habituelles, ce groupe est un club scientifique. La devise de la société est « Pour vivre heureux, vivons cachés », elle montre une intention de rester discrets.
Les membres se réunissent tous les quinze jours, ils font des exposés sur un thème d'histoire naturelle, échangent sur des questions philosophiques, chantent et font des excursions. Leur mentor est jusqu'en 1911 Paul Godet, naturaliste et directeur du Musée d'histoire naturelle de Neuchâtel. Ils entreprennent une classification des batraciens du canton en 1913.

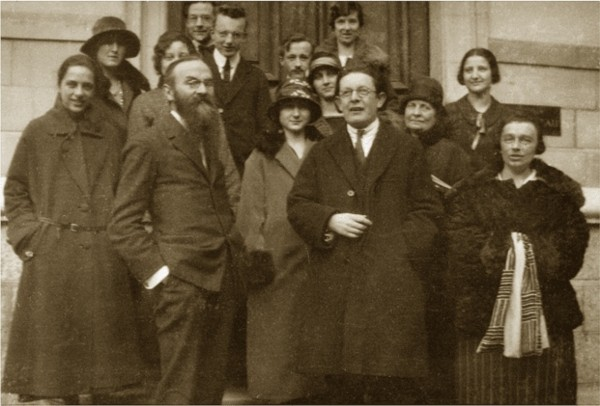
Deux anciens de Amici Naturae : Pierre Bovet et Jean Piaget (au premier plan), à Genève en 1925 devant l’Institut Jean-Jacques Rousseau.

Jean Piaget est membre du groupe de 1910 à 1915 (de quinze à dix-neuf ans), il étudie en particulier les mollusques, et les membres du groupe considèrent son travail comme le plus sérieux et le plus scientifique. Ce qui ne l’empêche pas d'apporter une note humoristique dans la vie du groupe. Un autre membre de 1912 à 1916 est Gustave Juvet (1896-1936), un futur mathématicien, ami de Piaget. Juvet et Piaget animent des débats philosophiques opposants le déterminisme et le réductionnisme mécaniste (Juvet) à la philosophie de l'élan vital et l'idée d'« évolution créatrice » de Bergson (Piaget). 
En 1975, la société présente les résultats d’un travail pratique d’analyse des eaux du bassin du Seyon, montrant que les phosphates provenaient pour près de la moitié des résidus des détergents, et les nitrates en majorité de l’agriculture,. Dans les années 1980 et 1990, la société décerne un prix pour le meilleur baccalauréat de biologie en section scientifique. La société aurait vécu une longue léthargie jusqu’en 1986, et serait alors l’unique société d’étudiants mixte du canton.
Avec le temps, la société devient mixte, ses domaines d’intérêt s’élargissent, ses activités diminuent et finalement manquerait d’esprit scientifique. Une association des membres honoraires est créée. La société commémore ses cent ans d’existence en 1993, elle totalise alors 278 membres. Une plaque offerte par les membres honoraires est apposée à la roche erratique de Pierre-à-Bot,.

### Dissolution de la société
Par manque d’intérêt des nouvelles générations, la société se retrouve en 2017 avec quelques membres honoraires tous à l’âge de la retraite. Ils décident de dissoudre la société et de vendre son local du Gor (anciennement le premier transformateur de la ville). Les archives sont déposées aux Archives de la ville de Neuchâtel.

## Les traditions
Les premiers membres de la société ont développé divers types d'activités qui sont devenues des traditions. 

### Les randonnées
Les fondateurs ont organisé plusieurs courses à pied (randonnées) réparties dans l’année, dans le but de découvrir la nature. 
La « Course du 1er mars à la Ferme Robert » coïncide avec le jour d’ouverture de la pêche dans le canton de Neuchâtel. C'est un jour férié (célébrant la révolution de 1848). Le point de départ est le terminus du tram à Boudry. Après avoir longé la Rue Philippe Suchard, on atteint la rivière l‘Areuse au droit de la scierie. De là le sentier suit la rivière en passant devant la dernière usine électrique au fil de l’eau, celle du Chanet. Ce point marque l’entrée des gorges qui s’achèvent à Noiraigue en amont. Pour atteindre la Ferme Robert située au fond du Creux-du-Van un sentier se raccorde à celui des gorges après le Saut-de-Broc. À l’époque le lieu était encore caractérisé par un énorme bloc de pierre coincé au-dessus de la rivière. Compte tenu de la saison la course se faisait souvent dans une couche de neige spécialement épaisse lorsque l’on arrivait dans la clairière de la Ferme Robert. Là, les participants étaient récompensés avec un repas. Le livre d’or du restaurant contient des témoignages d'Amici Naturae.
La « Course à Erlach (Cerlier) au bout du Lac de Bienne » avait lieu le lundi de Pâques. Son point de départ est le terminus du tram à Saint-Blaise qui plus tard devint celui du trolleybus. Les participants partaient à travers la campagne en direction du pont de Thielle. L’autoroute n’existait pas alors et le canal n’avait pas encore été élargi. Au droit du vieux pont, du côté du canton de Neuchâtel, se tenait un petit bâtiment qui servait de bureau de poste du village de Thielle. À cette époque le bureau ouvrait le lundi de Pâques. Les « amiciens » y achetaient, par tradition, un timbre de 5 centimes qu'ils payaient d’une pièce de 5 francs. Le timbre était alors collé sous la planche devant le guichet et le postier l’affranchissait avec le sceau du jour. La course se poursuivait dans un premier temps en longeant le pied de la montagne du Jolimont où l'on profitait de visiter un marais puis il fallait gravir le mont pour suivre sa crête jusqu’au château d’Erlach. Après le repas de midi le retour se faisait en suivant la Thièle pour rejoindre St-Blaise.
La « Course de l’ascension du Vully » avait lieu le jour du jeudi de l’Ascension. Ce jour les participants pensaient spécialement à leurs collègues qui étaient arrivés en fin d’études au gymnase et préparaient anxieusement leur baccalauréat. La course commençait par une traversée en bateau entre le port de Neuchâtel et celui de Cudrefin. De là le chemin conduisait à Montet. Lors d’un passage les « amiciens » ont profité de visiter l’ossuaire adossé à la petite église pour s’y approvisionner de tibias et autres. Ces attributs servaient au président pour faire régner le silence lors de séances houleuses en martelant la table de réunion. Les marcheurs atteignaient à travers les champs le pied du Vully du côté du lac de Morat. Ils l’escaladaient ensuite en marquant une pause de midi au restaurant au-dessus du village de Lugnorre. La descente se faisait en rejoignant le canal de la Broye. Les amiciens le suivaient jusqu’au pont de La Sauge qu’ils franchissaient pour visiter la réserve ornithologique. La suite consistait en une longue marche à travers le Seeland en passant devant le pénitencier de Witzwil (Bellechasse). La rentrée sur le canton de Neuchâtel se faisait en empruntant la passerelle sur le canal de la Thièle le long de la ligne de chemin de fer Berne-Neuchâtel. Après la traversée de Marin on atteignait finalement l'arrivée à St-Blaise à l’arrêt de trolleybus. Heureusement qu’il existait un autre pont, celui de l’Ascension pour se récupérer ! La marche était longue.
La « Course du lever du soleil au Chasseral » partait de Neuchâtel. L’ascension à Chaumont se faisait en passant par Pierre-à-Bot à l’ouest de la montagne, lieu historique de la société. Une fois sur le dos de Chaumont le cheminement était relativement facile bien que long en suivant, en pleine nuit, la crête de la montagne jusqu’au sommet du Chasseral. Le but était d’y arriver au moment du lever du soleil.

### Le Noël du club
Noël était l’occasion pour les membres actifs de recevoir les anciens, appelés membres honoraires. Pour l’occasion une affiche de la séance était créée. Elle faisait l’objet d’une vente aux enchères en fin de séance ce qui apportait un peu d’argent à la caisse. 
La tradition demandait de mettre à disposition des pipes en terre, celles que les forains utilisaient dans leurs stands de tire-pipe. Fumer dans ces pipes signifiait se brûler les lèvres. On servait du thé et de la pâte de coing. Le samovar dans lequel les fondateurs préparaient le thé avait disparu depuis longtemps. 
Dans les années 1960 l’honorable honoraire Hans Hurlimann, propriétaire de la brasserie du même nom à Zurich qui aimait tant la ville de Neuchâtel où il avait passé ses études, arriva à la fête chargé d’un nouveau samovar et d’innombrables cartons de bière. La fête fut des plus immémorable !

### Déroulement des séances
Les séances se déroulaient sur le modèle de toute séance formelle.
Le président ouvrait la séance. Il donnait la parole au secrétaire dit « scadge ». Celui-ci débitait un long résumé fleuri de la joyeuse séance passée. Son procès-verbal faisait alors l’objet de critiques ou louanges. La séance continuait avec un exposé d’un des membres sur le thème de la nature. À la clôture et durant la séance des chants tirés du chansonnier écrits par les fondateurs de la société émaillaient la séance.
Lors de l’intronisation d’un nouveau membre, celui-ci devait d’abord présenter un exposé soumis à la critique des membres. Son acceptation était précédée de la lecture des statuts de la société que le candidat devait accepter. Le statut, rédigé par les fondateurs, incluait un chapitre de dissolution de la société. À la lecture tous se mettaient à pleurer. Le candidat était définitivement intronisé lors d’une course tradition et recevait son vulgo.